# Cerro Quebrado Uno
Cerro Quebrado Uno är en ort i Mexiko.   Den ligger i kommunen Misantla och delstaten Veracruz, i den sydöstra delen av landet, 240 km öster om huvudstaden Mexico City. Cerro Quebrado Uno ligger 437 meter över havet och antalet invånare är 198.
Terrängen runt Cerro Quebrado Uno är huvudsakligen kuperad, men västerut är den platt. Cerro Quebrado Uno ligger uppe på en höjd. Runt Cerro Quebrado Uno är det ganska tätbefolkat, med 134 invånare per kvadratkilometer. Närmaste större samhälle är Martínez de la Torre, 16,5 km väster om Cerro Quebrado Uno. Omgivningarna runt Cerro Quebrado Uno är en mosaik av jordbruksmark och naturlig växtlighet.